# Facultad de Psicología (Universidad de Granada)
La Facultad de Psicología de la Universidad de Granada es un centro docente universitario perteneciente a la Universidad de Granada, dedicado a la docencia e investigación de los estudios relacionados con la psicología y la logopedia. Está situada como la primera de España en su campo.
Se ubica en el Campus Universitario de Cartuja, junto a otras facultades como la Facultad de Filosofía y Letras o la Facultad de Ciencias Económicas y Empresariales. Se encuentra en la parte superior del campus, siendo la facultad a mayor altitud de la Universidad de Granada.

## Docencia
Actualmente en la Facultad de Psicología de la Universidad de Granada se imparten los siguientes estudios universitarios oficiales:
- Grado en Psicología
- Grado en Logopedia
- Máster Universitario en Psicología de la Salud
- Máster Universitario en Psicología General Sanitaria
- Máster Universitario en Diseños de Investigación y Aplicaciones en Psicología y Salud
- Máster Universitario en Psicología de la Intervención Social
- Máster Universitario en Psicología Jurídica y Forense

## Reseña histórica
Los estudios de psicología en la UGR datan del año 1974, si bien estos se impartían en un principio en la Facultad de Filosofía y Letras. No fue hasta el año 1992 cuando se crea una facultad propia para estos estudios. Posteriormente se incorporarían a la oferta docente de la facultad los estudios conducentes a la titulación de logopeda.

## Instalaciones y Servicios

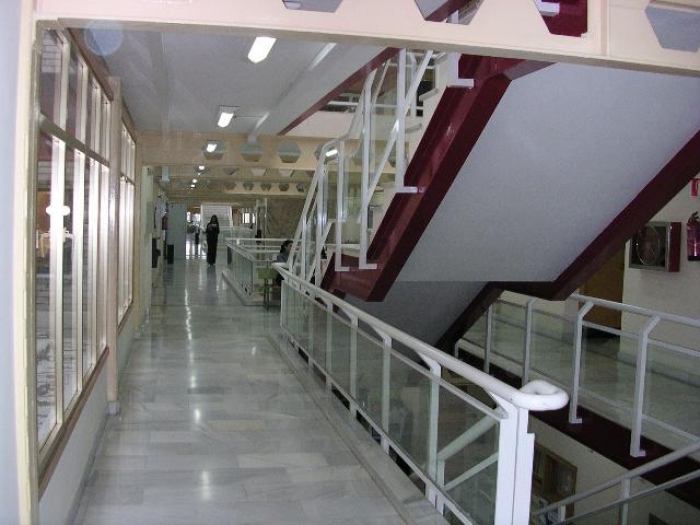
Pasillos del interior de la Facultad de la Psicología de la Universidad de Granada

La Facultad está distribuida en tres edificios. El primero y más grande es el edificio principal, en el cual se encuentras las aulas para impartir las clases magistrales, los laboratorios, un aula magna para la realización de conferencias y exposiciones, así como los despachos departamentales de la universidad.
El segundo edificio se encuentra contiguo al principal y alberga la Biblioteca Universitaria de Psicología, con un gran catálogo de material bibliográfico, de consulta, tesis, revistas científicas y de investigación psicológica. Este mismo edificio cuenta con una hemeroteca, una sala de estudio y varios ordenadores conectados a internet.
El tercer edificio es el administrativo, y en él se encuentra la secretaría del centro, la cual recoge todas las tareas de administración y gestión docente de la facultad.

## Departamentos docentes
La Facultad de psicología es la sede principal de todos los departamentos docentes de la Universidad de Granada relacionados con las áreas del saber de la psicología y todas sus aplicaciones prácticas. Estos departamentos imparten docencia en este y en otros centros de la Universidad que cuenten con asignaturas relacionadas con ellos. Concretamente, los siguientes departamentos tienen su sede en esta facultad:
- Departamento de Psicología Social
- Departamento de Metodología de las Ciencias del Comportamiento
- Departamento de Personalidad, Evaluación y Tratamiento Psicológico
- Departamento de Psicología Evolutiva y de la Educación
- Departamento de Psicología Experimental
- Departamento de Psicobiología